# 母原病
母原病（ぼげんびょう）とは、日本の小児科・精神科医久徳重盛が1979年に刊行した『母原病―母親が原因でふえる子どもの異常』（教育研究社）で発表した精神医学的な考えで、母親の育児下手が子どもに様々な病気・問題をひき起こしているとするものである。科学的根拠がなく、個人的な意見の域を出ない疑似科学の類であるが、これを主張した久徳の書籍は続編も含めシリーズで100万部を超え、マスメディアが日本の母子関係の問題性を喧伝する流れが生じた。中国でも翻訳版が出るなど、国際的にも広がった。

## 概要
1960年代の日本では、「子どもは三歳までは常時家庭において母親の手で育てないと、子どものその後の成長に悪影響を及ぼす」という「三歳児神話」がひろがり、欧米の母子研究などの影響を受け日本の研究でも「母性役割」が強調され、育児書でもそうした考えが説かれ、母親たちに影響を与えた。オイルショックにより高度経済成長期が終わる1970年代頃には、子殺し（母子心中）、子捨て（コインロッカーベイビー）など子どもの生命にかかわる問題や、暴走族、家庭内暴力、登校拒否などの子どもの問題が注目されるようになった。これらの原因は当たり前のように母親の母性の機能不全であるとされており、1971年版厚生白書では育児ノイローゼの母親を「問題親」とし、「育児ノイローゼは母親個人に問題や原因がある」と述べられていた。
こうした流れの中、1979年に久徳の著書『母原病―母親が原因でふえる子どもの異常』が出版された。久徳は、日本で伝染病の多くが駆逐されても子供たちが健康でないのは、間接的な原因は「都市化が進み、子どもの育つ環境が“自然さ”をなくしてしまった」こと、直接的な原因は「親の育児感覚が狂い、間違った親子関係を続けてきたこと」であり、そのせいで「子どもの心身のたくましさが失われ、病気になった」とし、「現代の子どもの病気は60％が母原病＝母親に原因がある」と主張、登校拒否も母原病であるとした。

## 影響
病気や不登校などの子どもの問題の原因は母性に欠ける母親であるとし、多くの母親が子どもや育児について「自分が悪いのだ」と自責の念に駆りたてられた。同時期に母と子のスキンシップや結びつきの重要性を主張する言説が増え、母親たちは育児への自信が持てなくなり、育児不安が高まり、社会問題としても注目された。
久徳が言う母原病に科学的根拠はないが、「子どもの病気は母親のせい」などの考えはその後もみられるという意見もある。
社会学者の上野千鶴子は、『母原病』にはじまる一連の議論や、マスメディアによる「母子密着」問題の喧伝に関連する形で、「マザコン少年」という日本的現象の背後に「母子密着の病理」があるとし、その背後に母親という役割が構造的に背負わされる負担があると指摘し、女性の抑圧を明らかにしようと試みた。上野は「母子密着の原理」の一例として「自閉症」を「言葉の遅れ」という症状に単純化する形で取り上げたが、これには自閉症児の親の会から、誤りであると抗議された。